# Oxyina
Oxyina es un género de saltamontes perteneciente a la subfamilia Oxyinae de la familia Acrididae. Este género se encuentra en Pakistán, el este de China y en Java.

## Especies
Las siguientes especies pertenecen al género Oxyina:
- Oxyina bidentata (Willemse, 1925)
- Oxyina javana (Willemse, 1955)
- Oxyina sinobidentata (Hollis, 1971)